# ユウキ (シンガーソングライター)
ユウキ（1977年3月12日 - ）は、日本のシンガーソングライターである。別名：ユウキミリオンセラー、本名：薮内 裕樹（やぶうち ゆうき）。
大阪府東淀川区出身。元エスプロ所属。

## 来歴
2007年
- 初シングル「やさしい詩」でデビュー。

2008年
- 7月 - アルバム「アブラゼミ」を発売。

2008年
- 10月 - フジテレビの番組『クイズ!ヘキサゴンII』のユニット「misono&ヒロシ[1]」の『アブラゼミ♀ 大阪バージョン』、「AIR BAND」の『アブラゼミ♂ 東京バージョン』の楽曲提供と作曲。また同月発売のmisonoの11枚目のシングル『家族の日』のカップリング曲としても『アブラゼミ♀(大阪バージョン)-ピアノ・バージョン-』が収録されている。

2009年
- 3月 - フジテレビの番組『クイズ!ヘキサゴンII』にて「矢口真里」の『青春 僕』、「AIR BAND」の『青春 俺』で作曲を担当。

7月2日 - この日より、Webラジオサイト「Pithecanthropus Electus（ピテカントロプス・エレクトス）」にて『ユウキのブレイクするんか』放送開始。
現在、関西を中心に島田紳助の店「バーはせ川」などで活動中。

## ディスコグラフィ

### シングル
1. やさしい詩（2007年）
  1. やさしい詩
    - 作詞・作曲：ユウキ

  2. ビビッてんなよ坊主!!
    - 作詞・作曲：ユウキ

  3. ファイト
    - 作詞・作曲：中島みゆき

  4. やさしい詩（カラオケ）
    - 作詞・作曲：ユウキ

インディーズデビュー作品。3曲目以外は、すべて作詞・作曲している。

### アルバム
1. アブラゼミ（2008年）
  1. ビビッてんなよ坊主!!
    - 作詞・作曲：ユウキ、編曲：松本径

  2. 口笛ピロピロ
    - 作詞・作曲：ユウキ、編曲：松本径

  3. アブラゼミ
    - 作詞：島田紳助、作曲：ユウキ、編曲：松本径

  4. 星 降らない夜に
    - 作詞・作曲：ユウキ、編曲：田中幹人

  5. サムライみたいに（Studio Live Take）
    - 作詞・作曲：ユウキ、編曲：ハイジャックミリオンセラーズ

## ウェブラジオ
- ユウキのブレイクするんか（2009年7月2日 - 不明）[2]